# マンニッヒ塩基
マンニッヒ塩基（マンニッヒえんき、英語: Mannich base）は、β-アミノ-ケトンであり、アミン、ホルムアルデヒド（またはアルデヒド）、および炭素酸の反応において形成される。マンニッヒ塩基はマンニッヒ反応（エノール化しないアルデヒドと1級あるいは2級アミンから共鳴安定化されたイミン〔イミニウムイオンまたはイミン塩〕が生成する求核付加反応）の終生成物である。CH酸性化合物（エノール化できるカルボニル化合物、アミド、カルバメート、ヒダントイン、または尿素）由来のカルボアニオンのイミンへの付加がマンニッヒ塩基を与える。

## 反応性
1級または2級アミンを持つマンニッヒ塩基は追加のアルデヒドおよび炭素酸と反応してより大きな付加物HN(CH2CH2COR)2およびN(CH2CH2COR)3を与える。アンモニアが脱離して、エナールおよびエノンが形成しうる。